# Bogorodickoje (rejon smoleński)
Bogorodickoje (ros. Богородицкое) – wieś (ros. деревня, trb. dieriewnia) w zachodniej Rosji, centrum administracyjne osiedla wiejskiego Kozinskoje rejonu smoleńskiego w obwodzie smoleńskim.

## Geografia
Miejscowość położona jest nad rzeką Driesna, 2,5 km od drogi federalnej R120 (Orzeł – Briańsk – Smoleńsk – Witebsk), 16,5 km od drogi magistralnej M1 «Białoruś», 7,5 km od Smoleńska, 6 km od najbliższego przystanku kolejowego (Sokolja Gora).
W granicach miejscowości znajdują się ulice: 1-yj pierieułok, 2-oj pierieułok, Centralnaja, Lesnaja, Mołodiożnaja, Okrużnaja, Optimistow, Prigorodnaja, Priwolnaja, Rublewskaja, Sadowaja, Sczastliwaja, Sołniecznaja, Szkolnaja, Wiesiołaja, Wiktorowa, Winogradnaja, Wiszniewaja.

## Demografia
W 2010 r. miejscowość zamieszkiwało 1513 osób.